# Esperimento sulla correlazione quantistica di Aspect
L'esperimento sulla correlazione quantistica di Aspect dimostra la violazione delle disuguaglianze di Bell,  verificando  con altissima probabilità il fenomeno dell'entanglement quantistico e indicando  di conseguenza la nullità del principio di località.
Tra il 1981 e 82 il fisico francese Alain Aspect, insieme a Jean Dalibard e Gérard Roger, due ricercatori dell'Istituto di Ottica dell'Università di Parigi, realizzò una serie di apparecchiature con le quali riuscì a verificare con quasi certezza la violazione delle disuguaglianze di Bell CH74 e CHSH, risolvendo il contenzioso che da mezzo secolo aveva opposto i fisici che si riconoscevano nelle posizioni "classiche" (fra i quali Einstein) ai fisici quantistici della interpretazione di Copenaghen.

## Esperimento
L'esperimento consiste nella misura delle proprietà di due fotoni, generati da un decadimento a cascata di un atomo di calcio {\displaystyle 4p\ {}^{21}S_{0}\rightarrow 4s4p\ {}^{1}P_{1}\rightarrow 4s^{2}\ {}^{1}S_{0}}. 
Nello spazio di Hilbert della polarizzazione, i due fotoni si trovano nello stato
{\displaystyle |\psi \rangle ={\frac {1}{\sqrt {2}}}|H,H\rangle +{\frac {1}{\sqrt {2}}}|V,V\rangle ,}
dove {\displaystyle H} e {\displaystyle V} indicano polarizzazione orizzontale e verticale. Lo stato è invariante per rotazioni, ovvero in generale è equivalente allo stato {\displaystyle |\theta ,\theta \rangle +|{\bar {\theta }},{\bar {\theta }}\rangle }, dove {\displaystyle \theta } è una certa direzione e {\displaystyle {\bar {\theta }}} è la direzione ad essa perpendicolare.
L'esperimento mirava alla violazione delle disuguaglianze di Bell, attraverso la misura delle probabilità della coppia di fotoni di attraversare una coppia di polarizzatori orientati ad angoli specifici. In particolare, indicando con {\displaystyle {\vec {a}}} e {\displaystyle {\vec {b}}} i vettori rappresentanti l'orientazione dei polarizzatori, indichiamo con {\displaystyle P({\vec {a}},{\vec {b}})} la probabilità che entrambi i fotoni attraversino i rispettivi polarizzatori e siano quindi rivelati dagli strumenti di misura (assumendo per semplicità un'efficienza del 100%).
La disuguaglianza di Bell generalizzata messa alla prova dall'esperimento ha la forma seguente
{\displaystyle -1\leq S=P({\vec {a}},{\vec {b}})-P({\vec {a}},{\vec {b}}')+P({\vec {a}}',{\vec {b}})+P({\vec {a}}',{\vec {b}}')-P_{1}({\vec {a}}')-P({\vec {b}})\leq 0,}
dove {\displaystyle P({\vec {a}}')} e {\displaystyle P({\vec {b}})} sono le probabilità di una coincidenza con il polarizzatore in B o in A rimosso. Il valore di S porta ad una violazione massima solo per alcune scelte degli angoli di orientazione dei polarizzatori. In particolare avviene se le 4 scelte {\displaystyle {\vec {a}},{\vec {b}},{\vec {a}}'\ \mathrm {e} \ {\vec {b}}'} hanno fra di esse un angolo di {\displaystyle \pi /8} o di {\displaystyle 3\pi /8}.
Il risultato fu una violazione delle disuguaglianze di oltre 13 deviazioni standard, in notevole accordo con le predizioni della meccanica quantistica.

## Conseguenze
In tal modo Aspect verificò sperimentalmente il fenomeno non locale dell'entanglement, previsto dalla meccanica quantistica nella sua interpretazione classica, mostrando nel contempo con probabilità estremamente elevata (oltre 13 deviazioni standard) che modelli a variabili nascoste locali non possono riprodurre la statistica della meccanica quantistica. Infatti, seguendo tali modelli si calcolano i valori limite per la grandezza S di cui sopra, che sono sperimentalmente violati, falsificando tutti i modelli a variabili nascoste locali. In termini più semplici, l'ipotesi di variabili nascoste nella meccanica quantistica allo scopo di "annullare" il fenomeno dell'entanglement, salvando contemporaneamente il principio di località e gran parte della teoria, non ottiene il risultato voluto, come predetto dal teorema di Bell.   
Notare che non vi è alcuna azione causale a distanza fra i due fotoni, cioè non è l'atto di misura sul primo a causare il comportamento del secondo. Se fosse vero, non solo quest'ipotetica causazione dovrebbe avvenire istantaneamente, ma dovrebbe anche avvenire all'indietro nel tempo, dato che in determinate condizioni sperimentali vi possono essere sistemi di riferimento in cui l'ordine delle misure è invertito .
Che non vi sia connessione causale fra gli atti di misura non è in contraddizione con la meccanica quantistica, ma ne è conseguenza: è possibile dimostrare che qualunque misura, anche generalizzata, su di un fotone non può modificare la statistica di misure effettuate sull'altro. La correlazione esiste fra i risultati delle misure considerate contemporaneamente, come il fatto, nell'esperimento di Aspect, che i fotoni avessero sempre la stessa polarizzazione, indipendentemente dalla scelta di orientazione del polarizzatore. Questo era stato anticipato dal fatto che lo stato fosse uno stato massimamente entangled, invariante per rotazioni.